# Cunninghamhal
Et Cunninghamhal eller blot en Cunningham er et såkaldt "nedhal", som på et sejlskib med bermudasejl benyttes til at ændre sejlets form. Halet er navngivet efter sin opfinder, Briggs Swift Cunningham II, som var vindende skipper i America's Cup foruden at være bl.a. skibskonstruktør og et fremtrædende navn i motorsport. 
En Cunningham adskiller sig fra andre nedhal ved den måde, hvorpå det fastgøres til sejlet. Den består normalt af en line, fastgjort til mastefoden (eller til bommen under sejlet) og ført gennem et øje (kaldet Cunninghamhullet) nederst på storsejlet og tæt på dettes forlig. Forligets stramning bestemmes derfor dels af, hvor hårdt man spænder storfaldet og dels af, hvor meget Cunninghammen er strammet. Et Cunninghamhal benyttes til finjustering, og dets fordel er, at det er ganske let at foretage denne justering af forliget under sejlads.
Cunninghamlets stramning bestemmer placeringen af dybden i sejlet, og det sættes hårdere i stærk vind. Meget cunningham åbner toppen og flader sejlet ved at twiste det i agterliget, lidt cunningham lukker toppen og giver mere højde. 